# Вайсблат Йосип Наумович
Йо́сип Нау́мович Ва́йсблат (18 лютого (2 березня) 1898, Київ — 20 січня 1979, Москва) — український живописець, графік і скульптор.
Член Спілки художників РРФСР від 1937.

## Біографічні дані
Народився в багатодітній сім'ї київського головного рабина Вайсблата Н. Я..
Брат мистецтвознавця, видавця та перекладача професора Володимира Вайсблата та лікаря-стоматолога, доктора медичних наук Соломона Вайсблата.
Закінчив Київське художнє училище (навчався 1912—1918; викладач Федір Кричевський), Вищі державні художньо-технічні майстерні (навчався 1920—1925; викладачі Сергій Волнухін, Борис Корольов, Олександр Осмьоркін).
Від 1918 брав участь у мистецьких виставках, зокрема:
- у виставці молодих художників Москви (1934),
- у виставці картин московських художників (1936),
- у виставці живопису Московського відділення Художнього фонду СРСР (1958).

Персональні посмертні виставки відбулися в Києві (1999), Кіровограді (2002).
Як політв'язень (1951—1954) працював на будівництві Волго-Донського каналу.

## Творчість
Роботи Вайсблата характеризуються колоритом, лаконізмом, узагальненнями. Тематика картин філософська, метафорична. Пейзажі Вайсблата наповнено ліризмом та експресією.
Чимало робіт художника присвячено темі геноциду, який здійснили нацистський і комуністичний режими.
Окремі роботи зберігаються в Самарському обласному художньому музеї (Росія), в Художньому музеї Москви, у Музеї Олександра Осмьоркіна (Кропивницький), в Інституті юдаїки (Київ).
Більшість творів художника безслідно зникли під час війни та під час арешту, а також осіли в приватних колекціях у Москві, США, Німеччині.

## Твори
- Живопис
  - «Гоголівський бульвар» (1934).
  - «Зелений мис» (1935).
  - «Порт в Одесі» (1936).
  - «Розповідь про війну» (1942).
  - «Зимовий пейзаж» (1943).
  - «Матвіївська затока» (1948).
  - «Натюрморт» (1958).
- Серії
  - «Москва» (1950-і).
  - «Київські пейзажі» (1960-і)
  - «Арешт» (1960-і).
  - «Бабин Яр» (1960-і).
- Гіпсові скульптури
  - «Портрет» (1920).
  - «Весілля» (1920).
  - «Мати з дитиною» (1920).
  - «Бабин Яр» (1973).
  - «Родина» (1975).
- Алегоричні ліногравюри
  - «Зорі назустріч» (1961).
  - «Гідра комунізму» (1961).